# Škoda Ekova
ŠKODA EKOVA a.s. je česká firma sídlící v Ostravě a zabývající se dopravním strojírenstvím. Vyrábí, modernizuje, rekonstruuje a upravuje tramvaje, trolejbusy a elektrobusy, dále se zabývá modernizacemi, úpravami a opravami autobusů. Firma vznikla v lednu 2011 pod názvem EKOVA ELECTRIC a.s. jako dceřiná společnost Dopravního podniku Ostrava. V červnu 2020 rozhodlo ostravské zastupitelstvo o prodeji Ekovy plzeňské společnosti Škoda Transportation, smlouva byla podepsaná v červenci toho roku. K převodu stoprocentního podílu došlo v roce 2021. Převod byl dokončen počátkem srpna 2021, kdy se Škoda Transportation stala majitelem Ekovy Electric, která o několik dní později změnila název na Škoda Ekova.

## Produkty
Společnost vyvinula vlastní elektrobus Ekova Electron 12. Toto vozidlo disponuje Oppcharge technologií, která umožňuje jeho rychlé nabíjení. Dva autobusy byly dodány Dopravnímu podniku Ostrava, další vozy, například do švédského města Umeå, vznikly na bázi Electronu ve spolupráci se zahraničními firmami. V této firmě vznikl také prototyp parciálního trolejbusu Ekova Electron 12T, který je testován českými dopravními podniky.
Firma se také zabývá modernizacemi a rekonstrukcemi tramvají. Například Dopravní podnik hl. m. Prahy si touto společností nechal opravit dva vozy Tatra T3, které jsou určené pro nostalgickou linku. Po převzetí Škodou Transportation se zaměřuje na servis, modernizaci a opravy vozidel hromadné dopravy. Škoda ohlásila, že v jejích prostorách mají být vyráběny tramvaje pro Dopravní podnik Ostrava.